# ACOG (망원 조준경)

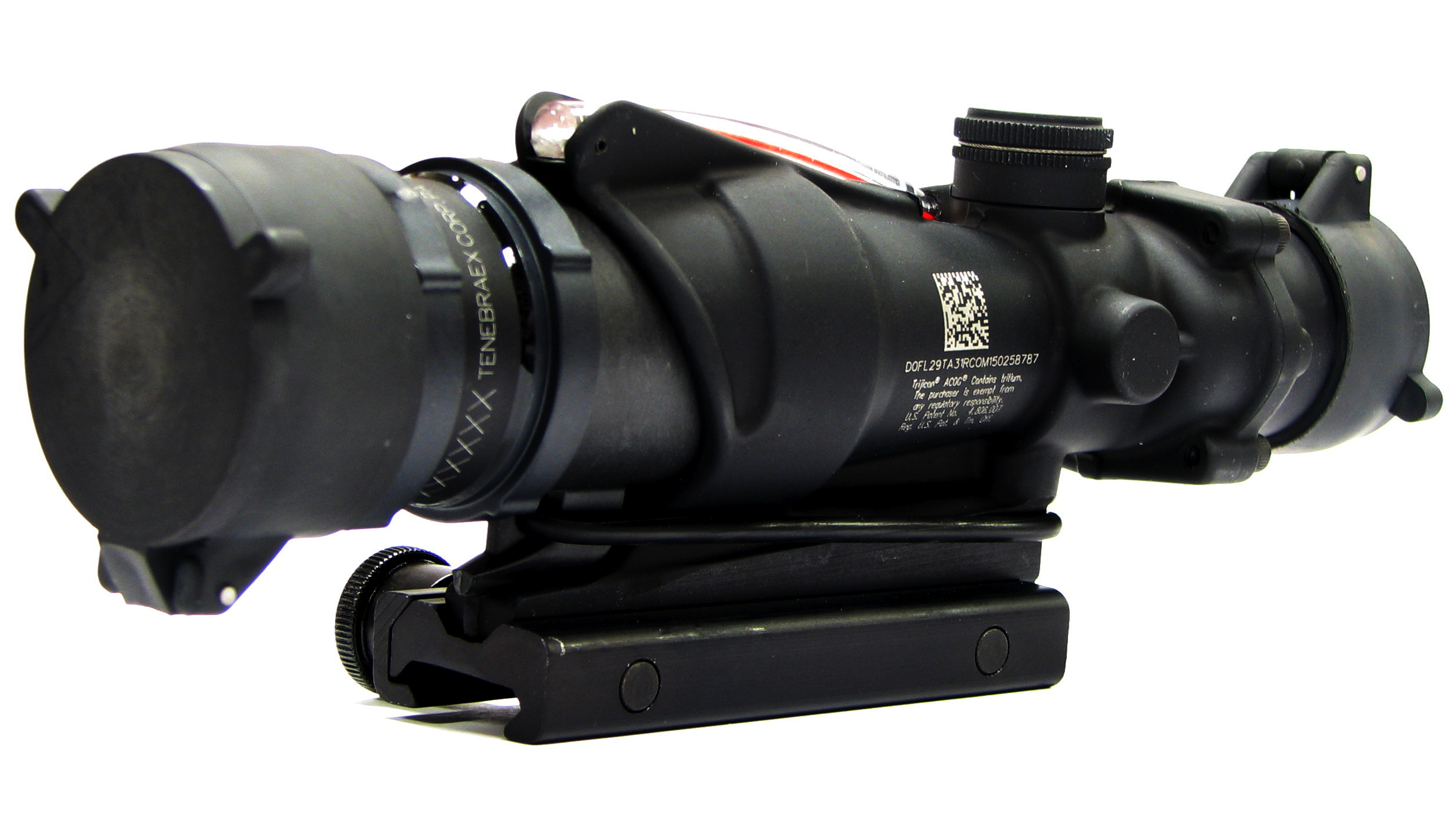
미군이 사용하는 TA31RCO형 ACOG.

ACOG(Advanced Combat Optical Gunsight)는 미국 트라이지콘에서 만든 망원 조준경이다. 원래는 M16 소총과 M4 카빈에 쓰기 위해 설계된 부착형 장비였으나, 다른 화기들을 위한 ACOG 액세서리도 개발하기도 했다. 모델은 1.5배율에서 6배율에 이르는 고정 확대 레벨을 제공한다.ACOG 십자선은 내부 삼중수소 형광체에 의해 야간에 발광한다. 일부 모델에서는 외부 광섬유 광 파이프를 통해 주간용 십자선을 발광시키거나 건전지를 사용하는 LED 조명을 통해 발광시킨다. 최초의 ACOG 모델은 TA01이며 1987년에 출시되었다.

## 역사

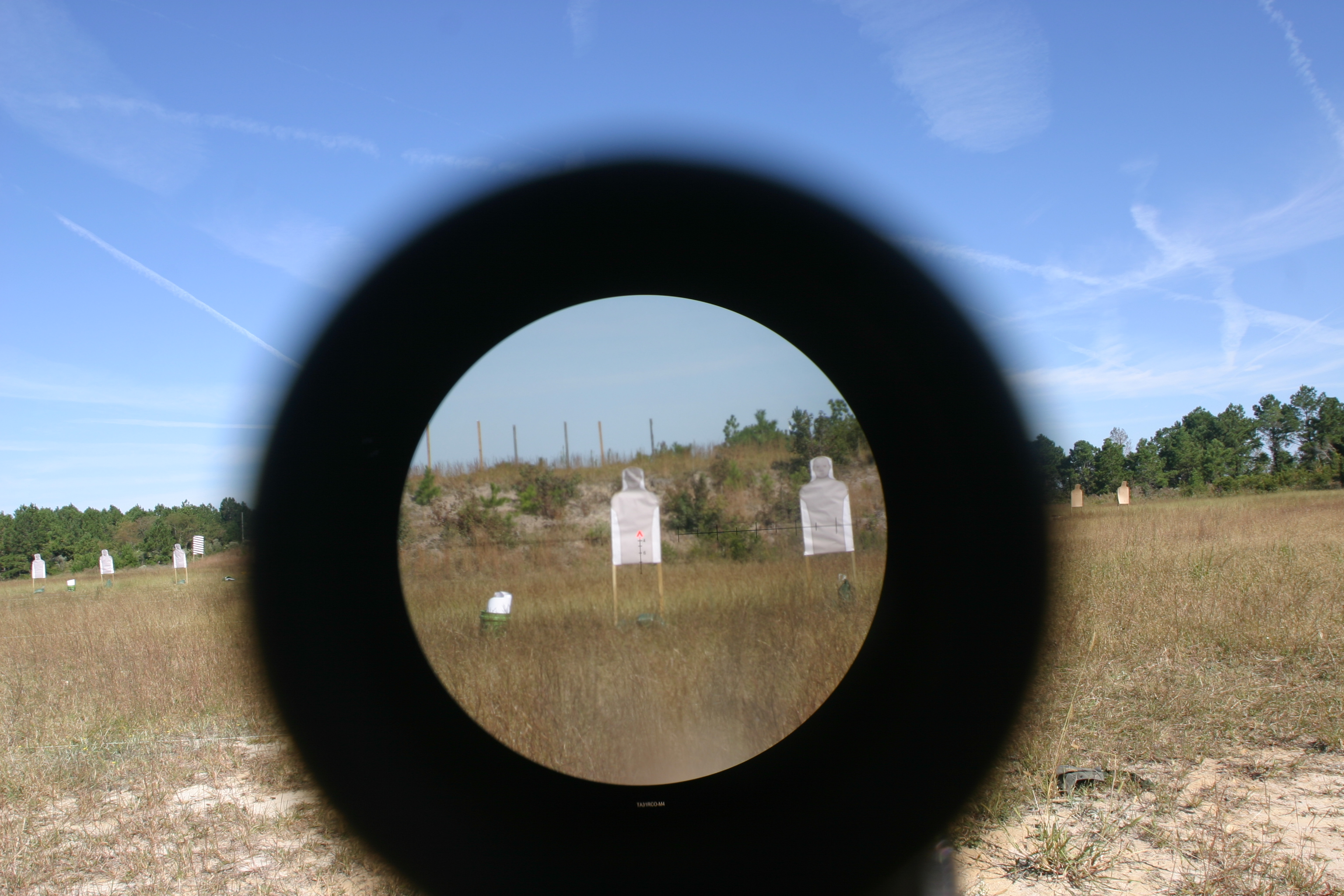
ACOG 망원 조준경의 십자선

첫번째 ACOG의 모델인 TA01은 1987년에 발매되었다. 1995년에 미국 특수 작전 사령부는 M4카빈 소총에 대한 제식 조준경으로 4 x 32 TA01을 채택하였으며 트라이지콘에서 12,000개의 조준경을 구매하였다. 2004년에서 2005년 사이에 ACOG는 미군 해병대에 전투용 망원 조준경으로 정식 채택되었으며 이후 18개월 동안 트라이지콘에게 10만개의 망원 조준경을 생산하여 미 해병대에 보급하도록 했다.

## 디자인
ACOG는 다양한 십자선, 조명 기타 기능을 갖춘 다양한 버전이 있다. 그리고 대부분의 ACOG는 삼중수소 방사선 붕괴에 의해 나오는 빛을 이용하여 십자선을 발광시키기 때문에 배터리를 사용하지 않도록 설계되었고 이러한 삼중수소 조명의 예상 수명은 약 10년에서 15년이다. 몇몇 버전의 ACOG는 조준경 외부에 부착된 광섬유 퍼이프를 통해 외부로부터 들어오는 빛을 활용한 주간 십자선 조명이 있다. 일반적으로 이것은 외부 시야 주변에서 빛을 모아 십자선을 밝히기 때문에 십자선의 밝기와 외부 밝기가 일치하지만 직접적으로 햇빛에 닿거나 그림자 속에 들어가 빛으로부터 차단된다면 십자선의 밝기가 목표물의 밝기보다 훨씬 어둡거나 밝아지는 상황이 발생할 수 있다.
몇몇의  ACOG 모델들은 50m이내의 표적에 대한 예비로 기본적인 기계식 조준기를 장착하고있다. 다른 모델들에는 ACOG조준경 위에 Trijicon-RMR Docter과 같은 반사 조준경을 올려 근거리 표적에 대한 조준을 가능하게 했다. ACOG ECOS 계열 조준경들은 이러한 부차적인 조준기능을 탑재하였다.
다른 기능으로는 피카티니 레일, 플립 캡, 그리고 11m까지의 방수 기능이 있다.
ACOG가 M16A4 소총이나 M4 소총의 피카티니 레일에 맞춰 디자인되었지만 특수 어댑터를 사용하는 특정 모델을 사용한다면 캐링 핸들 위에도 장착될 수 있다. 이후 트라이지콘은 M16,  Beretta AR70/90, SIG SG 550, Heckler & Koch HK416, Bushmaster ACR, Enfield L85A2와 FN SCAR, 그리고 Steyr AUG를 위한 ACOG 마운트와 어댑터를 생산했다.

## Bidon 조준술
몇몇의 ACOG모델들은 트라이지콘의 설립자이자 광학 디자이너인 Glyn Bindon이 개발한 조준 기술인 "Bidon aiming concept"를 활용하도록 설계되었다. 이 기술은 기본적으로 십자선의 조명 부분과 초점을 맞춘 후 접안경을 시준기 조준경으로 사용하는 것이다. 다른 시준기 조준경과 다르게 사용자는 조준경을 통해 직접 보는 것이 아니라 한쪽 눈으로 조명된 십자선의 분광된(제한된)이미지에 집중하여 목표를 조준하는 종시에 다른 한쪽 눈으로 목표의 전체적인 모습을 보게 되는 것이다. 이러한 양안 사격술을 통해 우리의 뇌는 목표물에 십자선을 중첩시킨다. 이 기술의 추가적인 부분은 바로 더 정확한 사격을 위해 초점을 더 지배적인 눈이나 망원 이미지로 옯기는 것이다. 이것은 모든 망원 조준경이 가지고 있는 문제인 빠르게 이동하는 목표에 대한 추적과 조준이 쉽지 않다는 점을 해결하여 더 정확한 조준을 가능하게 한다. 또한 조준 속도도 기존 방식보다 빠르지만 성공적으로 목표를 조준하기 위해서는 반복 훈련을 통한 높은 숙련도가 필요하다. 오직 ACOG의 특정 모델만이 이 기술을 사용할 수 있을 정도의 밝은 일광 광섬유 혹은 배터리 구동 방식의 LED 십자선을 가지고 있다.
|           | 양안 사격술(Bidon 조준술) | 단안 사격술 |
| --------- | ------------------------- | ----------- |
| 숙련도    | 높음                      | 낮음        |
| 조준 속도 | 빠름                      | 느림        |
| 표적 추적 | 쉬움                      | 어려움      |

## 쟁점
트라이지콘은 그들의 ACOG 조준경의 모델 번호 옆에 성경 구절(요한복음 8장 12절, "나는 세상의 빛이다.")를 새겨 비판의 대상이 되었다. 이후 트라이지콘은 2009년 말부터 성경 구절을 없앤 조준경들을 미군에 납품하기 시작했다.

## 사용 기관
- 조지아
- 뉴질랜드
- 스페인
- 영국  : 영국 육군, 영국 왕립 해병대
- 미국 : 미군, 법 집행 기관
  - 미국 육군, 공군, 해병대는 M4 카빈과 M16A4 소총용으로 특수 설계되어 탄도 보정 십자선을 가진 트라이지콘 TA31RCO ACOG를 사용한다. 이 모델은 육군에서는 M150 전투용 소총 광학 조준경, 해병대에서는 AN/PVQ-31 전투용 소총 광학 조준경을 제삭화되었으며 2005년 10개월 동안의 평가 이후 미국 해병대는 115,000대의 ACOG를 구매하여 해병대의 모든 전투 병력에게 ACOG를 한대씩 보급했다.
  - TA01NSN은 삼중수소 야간 조명과 예비용 기계식 조준기만 탑재한 4x32 ACOG로, 특수 작전 요원들의 개별 선호도와 임무 요건에 따라 최적의 총기 세팅을 위해 사용하는 M4A1 카빈의 특수 작전 특수 개조(SOPMOD) 키트에 포함되어있다.

## 같이 보기
- 망원 조준경
- SUSAT: ACOG와 비슷하게 트리튬 조명을 사용한 영국의 4배율의 망원 조준경

## 사진

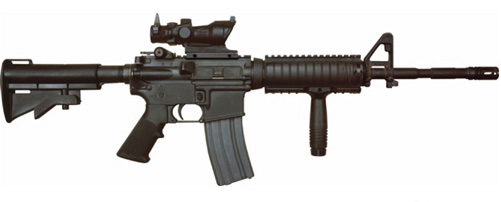
M4A1소총에 장착된 ACOG 망원 조준경

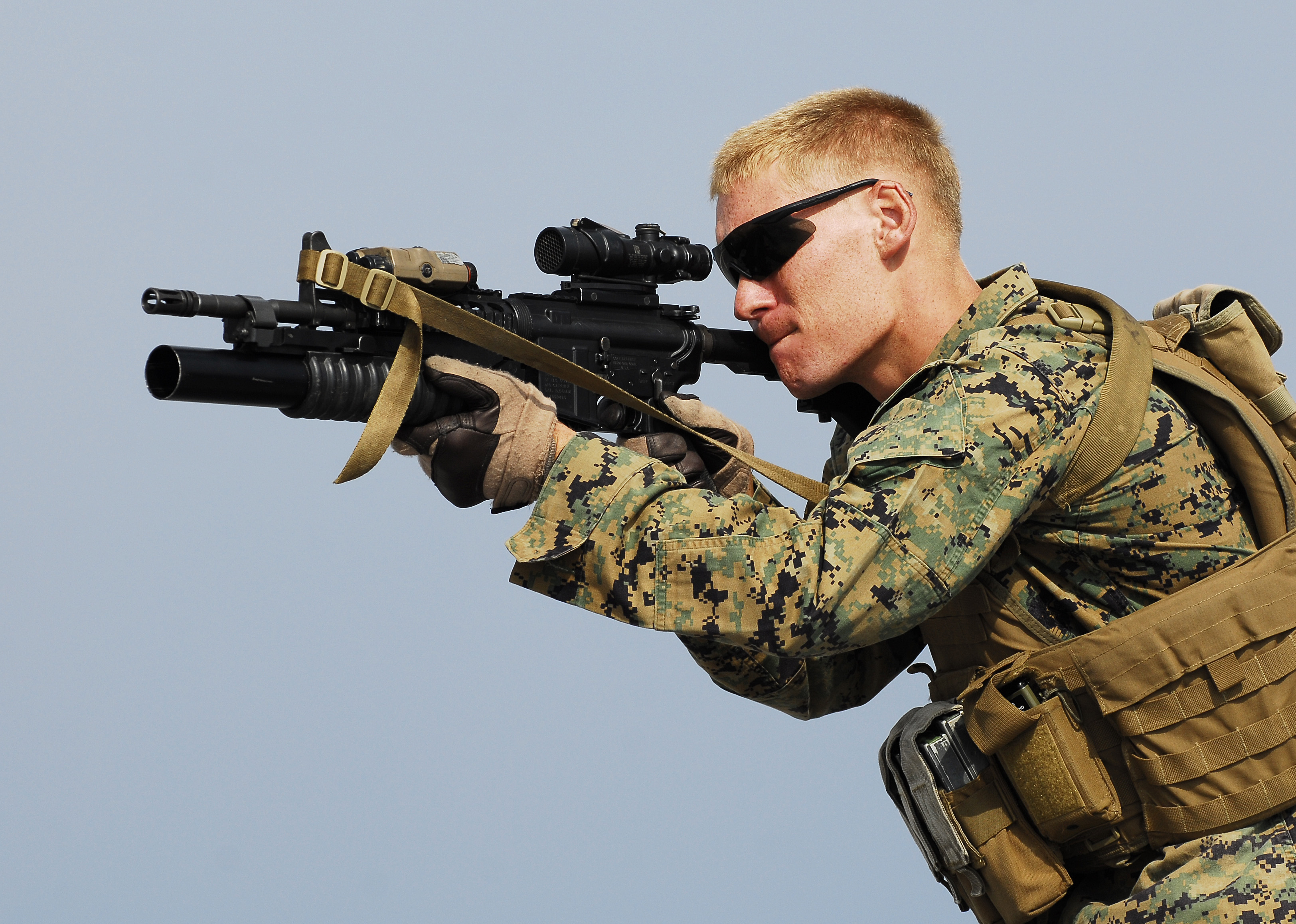
ACOG 망원 조준경을 사용 중인 미해병대 병사

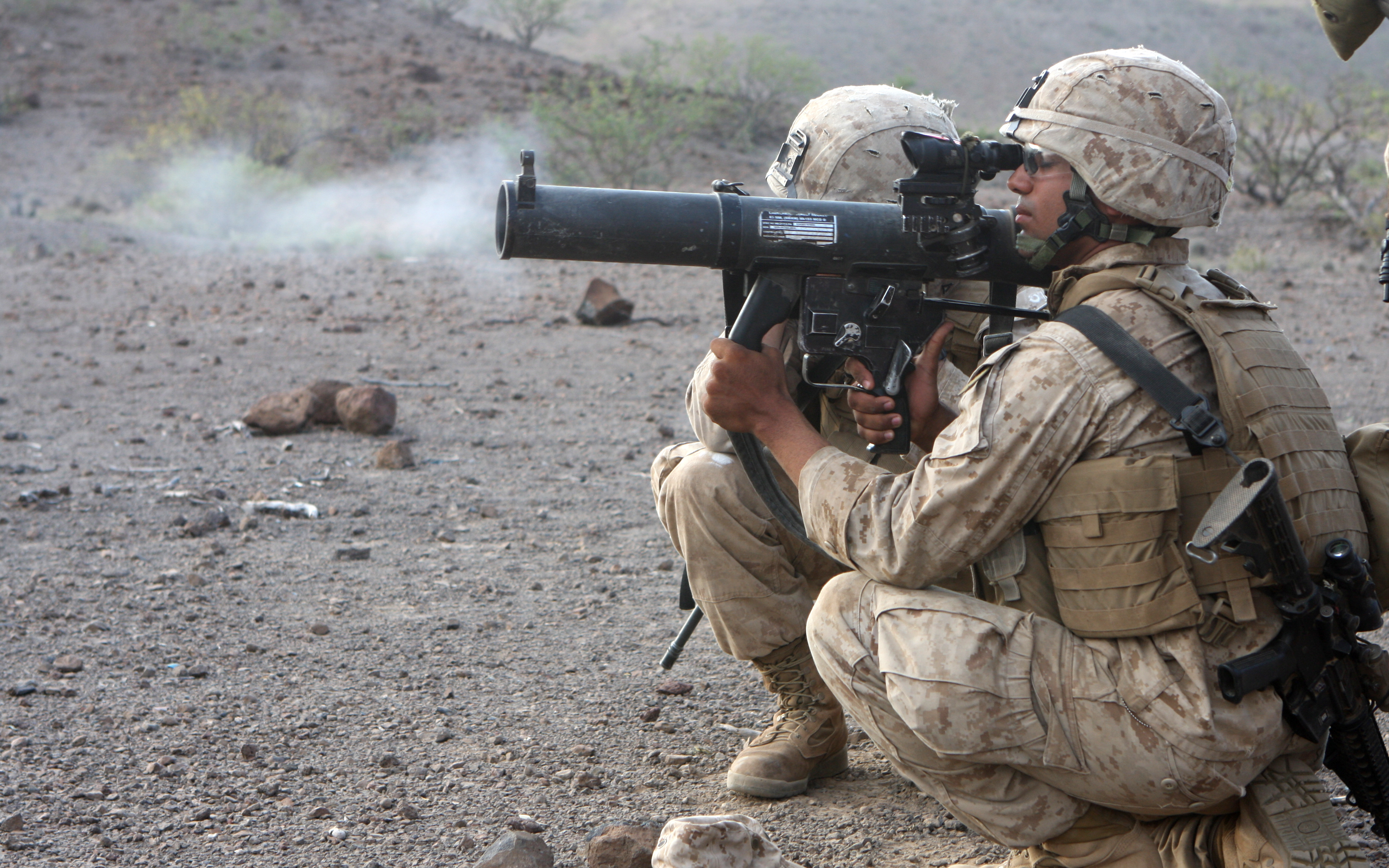
대전차무기에 장착된 ACOG